# Блаха, Луиза
Луиза Бла́ха (венг. Blaha Lujza, урожд. Людовика Рейндль (Ludovika Reindl); 8 сентября 1850, Римасомбат, королевство Венгрия — 18 января 1926, Будапешт) — венгерская актриса

 и певица

. Получила прозвище «Соловей нации».

## Биография
Луиза Блаха родилась в семье офицера-гусара немецкого происхождения Александра Рейндля, увлекавшегося театром, и уже в возрасте шести лет впервые вышла на театральную сцену в Эстергоме. Луиза выступала как на немецком, так и на венгерском языках. В 16 лет вышла замуж за музыканта Яноша Блаху, который во многом способствовал взлёту её карьеры. В 1871 году дебютировала на сцене Национального театра в Будапеште. Признание национального уровня добилась к 1875 году благодаря главным ролям в театральных постановках на народные темы. Снялась в двух немых фильмах.
Луиза Блаха пользовалась огромной популярностью и обладала определённым общественным влиянием. Так, по просьбе прославленной примадонны, которую она пропела по окончании театральной постановки перед бисирующей публикой, император Франц Иосиф I помиловал группу новобранцев, приговорённых к смертной казни за убийство жестоко обращавшегося с ними офицера. За заслуги актрисы площадь перед зданием Народного театра в Будапеште получила её имя. В Балатонфюреде, где Блаха многие годы проводила летние месяцы, ей установлен памятник. Луиза Блаха трижды выходила замуж. Дочь Шари Блаха также стала певицей. Луиза Блаха похоронена на кладбище Керепеши.